# Козацькі могили (заповідне урочище)
Коза́цькі Моги́ли — болотне заповідне урочище місцевого значення в Україні. Розташоване в межах  Дубенського району Рівненської області, на території Пляшівської сільської ради, поблизу краєзнавчого музею «Козацькі могили», що в селі Пляшева. 
Площа 3,5 га. Заснований рішенням облвиконкому № 343 від 22.11.1983 року. Перебуває у віданні: Пляшевська сільська рада. 
Статус надано для збереження місць зростання рідкісних рослин, занесених до Червоної книги України. Болотне урочище розташоване в заплаві річки Пляшівка і є складовою частиною національного заповідника «Поле Берестецької битви». Болото карбонатного типу. На ньому збереглася низка рідкісних рослин, зокрема, осока Девелла і товстянка звичайна, занесені до Червоної книги України.